# Hackenberg (Bergneustadt)
Hackenberg ist einer von 22 Ortsteilen der Stadt Bergneustadt im Oberbergischen Kreis im Regierungsbezirk Köln in Nordrhein-Westfalen, Deutschland. Mit Leienbach wird er als Siedlungsschwerpunkt im Stadtgebiet von Bergneustadt betrachtet.

## Lage und Beschreibung

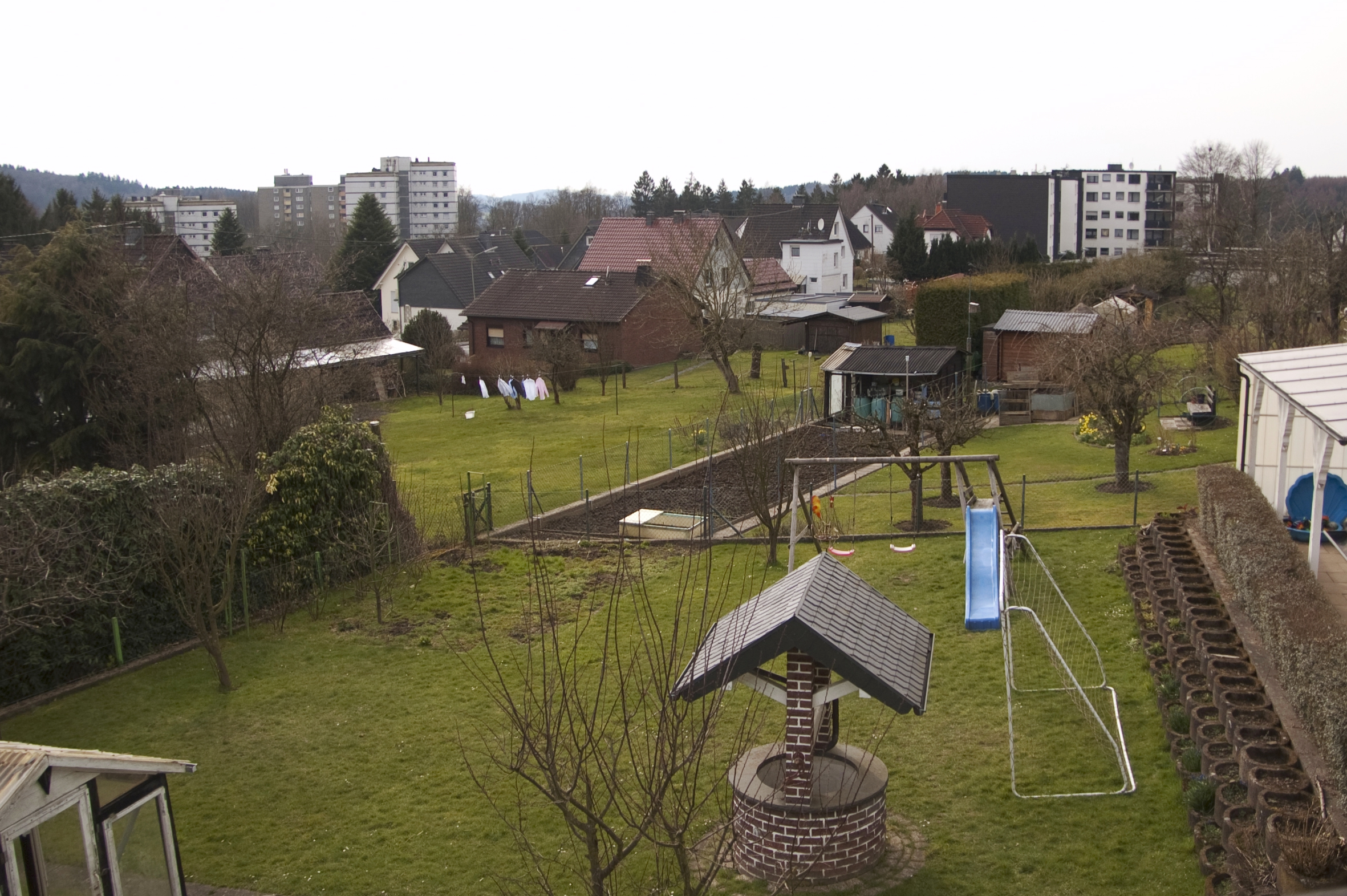
Blick auf den westlichen Teil des Hackenbergs

Der Ort liegt in Luftlinie rund 2 Kilometer nördlich von Bergneustadt. Das alte Dorf befindet sich unterhalb des Quellbereiches des Leienbaches in einer Talsenke etwa 100 Höhenmeter über Bergneustadt. Im Osten wird das Tal durch den 451 m hohen Knollen begrenzt. Durch rund 380 m hohe Ausläufer des Knollen ist das Leienbachtal im Bereich Hackenberg im Süden gegen Bergneustadt und im Norden gegen die Aggertalsperre abgegrenzt. Im Nordosten schließt sich die Aggertalsperre an, 100 Höhenmeter tiefer gelegen. Sowohl zur Aggertalsperre als auch zur Stadt führen steile Straßen mit bis zu 17 Prozent Gefälle, so dass die Bürger „auf dem Hackenberg“ leben.

## Geschichte

### Erstnennung
Als Haikenbergh wurde der Ort 1436 erstmals urkundlich erwähnt:

„Johann und Heynemann Haikenbergh sind nacheinander Verwalter des Vogtamtes zu Neustadt.“

### 1907 – Gründung der Wasserleitungs-Genossenschaft Hackenberg-Leienbach
Anfang des 20. Jahrhunderts deckten die Bewohner in Hackenberg und Leienbach ihren Wasserbedarf aus vier offenen Brunnen. Die Nähe der Brunnen zu Dungstätten führten zu einer Besichtigung des Kreisartztes Wolf und in der Folge zum Besuch des Baurates Werneburg sowie des Landrats Kirchstein. Mit einer zentralen Wasserversorgung sollte dem Problem begegnet werden, obwohl Bürgermeister Eigen darauf hinwies, dass noch kein Fall von Typhus aufgetreten sei und sogar drei Paare ihre Goldhochzeit gefeiert hätten. Zur Gründung der Genossenschaft erschienen 34 Hausbesitzer, wovon drei Bürger in Vorstand und drei Bürger in den Aufsichtsrat gewählt wurden. Schon 1908/1909 hatten die Bewohner fließendes Wasser, nachdem am Rengsearm der Aggertalsperre ein Bassin gebaut worden war und von dort nun in einen kleinen Hochbehälter am Beuel gepumpt wurde, um von dort über eine Wasserleitung in die Wohnhäuser zu gelangen. Diese Wasserversorgung wurde etwa 50 Jahre genutzt.

### Hackenbergs Entwicklung vom beschaulichen Weiler zum gescheiterten Demonstrativbauvorhaben
Die Weiler Hackenberg und Leienbach entsprachen über Jahrhunderte einem dörflichen Siedlungsbild mit zuletzt etwa 50 Häusern und Gebäuden. Ende der 1950er Jahre entstanden die Nebenerwerbssiedlungen Sonnenkamp und Zum Knollen, um Flüchtlingen des Zweiten Weltkrieges Lebensraum zu bieten. Um der weiter bestehenden Wohnungsnot in Bergneustadt, der flächenmäßig kleinsten oberbergischen Gemeinde, und dem dringenden Bedarf nach Arbeitskräften der damals florierenden Industrie zu begegnen, entwickelten Bürgermeister und Stadtrat den Siedlungsschwerpunkt Hackenberg/Leienbach. Die „Gemeinnützige Wohnungs- und Siedlungsbaugenossenschaft“ (GeWoSie) förderte genossenschaftliches Bauen in der Löhstraße und Liegnitzer Straße.

#### Grundsteinlegung am 24. März 1966
1966 startete das Demonstrativbauvorhaben und in kurzer Zeit entstanden 15 achtgeschossige sowie 50 drei- oder viergeschossige Mehrfamilienhäuser. Am 24. März 1966, so berichtete die Oberbergische Volkszeitung, legte Bürgermeister Dick den Grundstein für das erste achtgeschossige Hochhaus. „Die Großsiedlung Hackenberg ist keine Utopie mehr, sondern Realität […] Architekt Hellrung erklärte, man stehe hier am Beginn einer besonderen strukturellen Entwicklung Bergneustadts. 1000 Familien sollten hier eine Heimstatt finden […] hob Bürgermeister Dick hervor“ Von 1966 bis 1973 stieg die Zahl der Einwohner um 3.000 auf 3.500 Menschen. In der Folge wurden die beiden kleinen Dörfern Hackenberg und Leienbach zur modernen, aber trostlosen Schlafstätte. Als die ersten Menschen einzogen, fehlte die komplette Infrastruktur und sogar planerisch waren die größten Fehler unterlaufen, da noch nicht einmal die Bebauungsflächen dafür vorgesehen waren. Den Menschen wurde viel zugemutet. Mit zunehmender Arbeitslosigkeit verstärkten sich gerade in diesen beiden Ortsteilen die sozialen Probleme. Viele türkische Familien und Aussiedler aus der Sowjetunion kamen seit 1974; ihre Kinder stellen in der Grundschule mitunter die Schülermehrheit.

### Stadtumbau West
Seit 2013 wird Hackenberg mit Fördermitteln aus dem von Bund und Land geförderten Programm „Stadtumbau West“ als „Stadtteilerneuerungsprojekt Hackenberg – Ein Stadtteil erfindet sich neu“ umgebaut. Das Förderprogramm „Stadtumbau West“ unterstützt Städte und Gemeinden bei Projekten, die dazu beitragen, das Image, die Wohn- und Lebens- sowie die Vermietungssituation zu verbessern. Auf Basis eines Gutachtens ist in Zusammenarbeit mit den Bewohnern ein Handlungskonzept erarbeitet und in die Umsetzung gebracht worden. Noch bis ca. 2020 werden Projekte in den Bereichen Wohnen, Grün und Freiräume, Infrastruktur und Image den Stadtteil positiv verändern.

## Kirchliche Einrichtungen
1969 wurde in der Evangelischen Kirchengemeinde Bergneustadt der Gemeindebezirk Hackenberg gegründet. In der Ortsmitte zwischen Breslauer Straße und Sonnenkamp befindet sich das Evangelische Gemeindecentrum Hackenberg, das am 1. Adventssonntag 1976 eingeweiht wurde. Dessen Fenster und Antependien wurden von Kurt Wolff, dem damaligen künstlerischen Leiter der Werkstatt für Paramentik in Kaiserswerth, entworfen.
Das Gemeindehaus der zu den Brüdergemeinden gehörenden Evangelisch-Freikirchlichen Gemeinde Hackenberg sowie die Pfarrkirche St. Matthias befinden sich am südlichen Ortsrand.
Die Bezirke der Kirchen wie auch der Schulbezirk sind deckungsgleich und umfassen neben Hackenberg und Leienbach auch einzelne Bergneustädter Straßenzüge. Das Bild, auf dem der Steinbruch zu sehen ist, zeigt diese fast komplett.

## Schulen
- Gemeinschafts-Grundschule Bergneustadt-Hackenberg

## Freizeit

### Vereinswesen
- Begegnungsstätte Hackenberg

### Sport
- Baris Spor Hackenberg e. V. 1990: Der Fußballverein trägt seine Heimspiele auf dem Stentenberg aus.
- TV Hackenberg

## Bus und Bahnverbindungen

### Linienbus
Haltestelle Hackenberg der Buslinie 314 der Oberbergischen Verkehrsgesellschaft (OVAG)

## Literarische Erzählung
Zum 700. Geburtstag von Bergneustadt erschien 2001 der Comic 1301. Basierend auf den historischen Roman Sie kamen von Altena von Peter Ruland erzählen Peter Ruland (Text), Florian Zwinge (Zeichnungen) und Christiane Galka (Tusche) in dem Comic die Geschichte von Hans, einem zehnjährigen Bauernjungen, der um 1301 in Haikenbergh lebt und dem Amtmann Rutger hilft, den Auftrag des Grafen Eberhard von der Mark zu erfüllen eine Festung zu bauen, die allen Feinden trotzen soll.

## Bilder

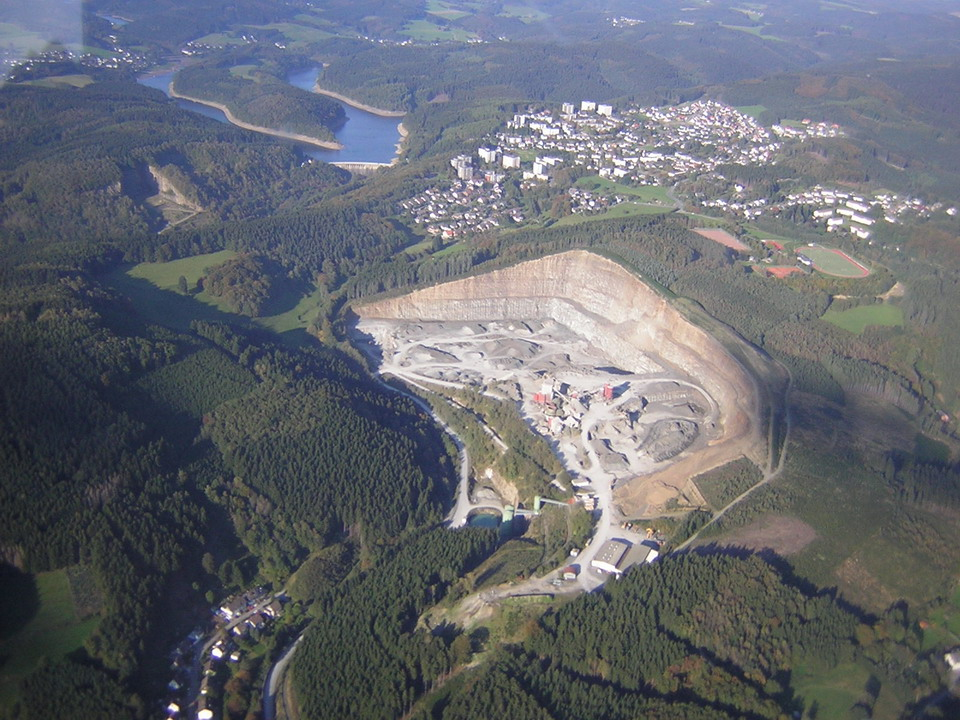
Blick von Derschlag über Hackenberg, Leinbach und Hunschlade/Quellenweg mit Steinbruch Clemens im Vordergrund
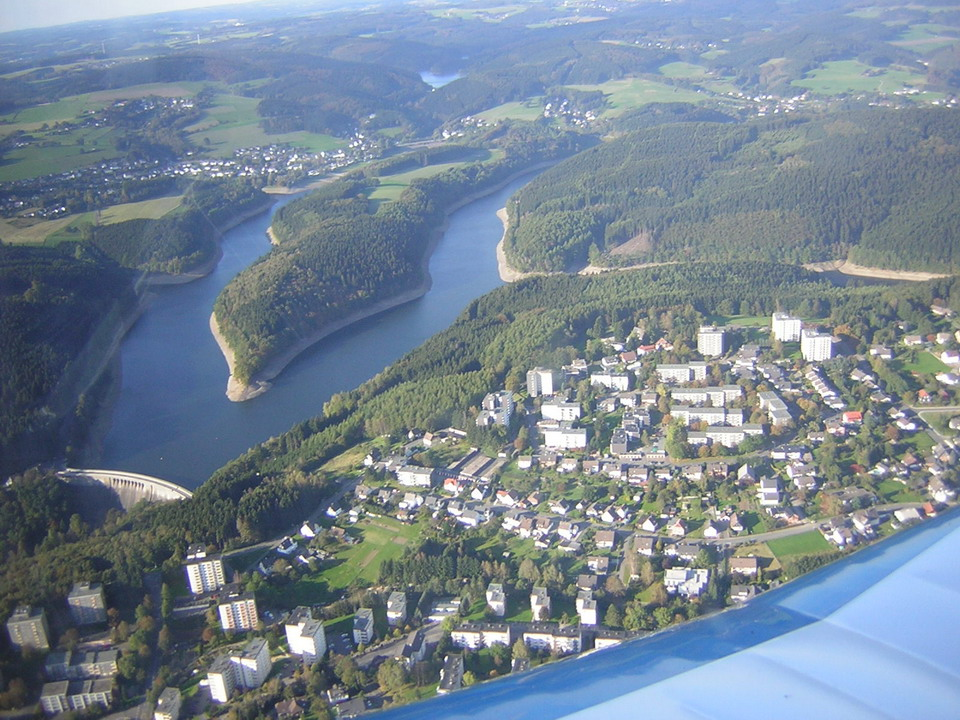
Links Aggertalsperre, rechts Hackenberg
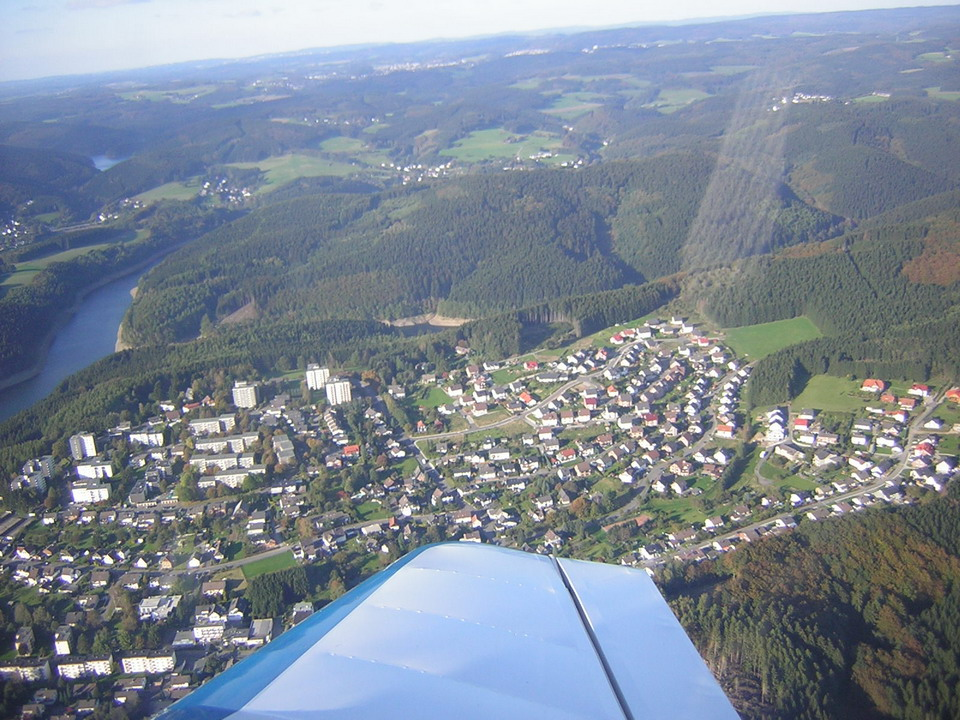
Hackenberger Neubaugebiet (Ost)
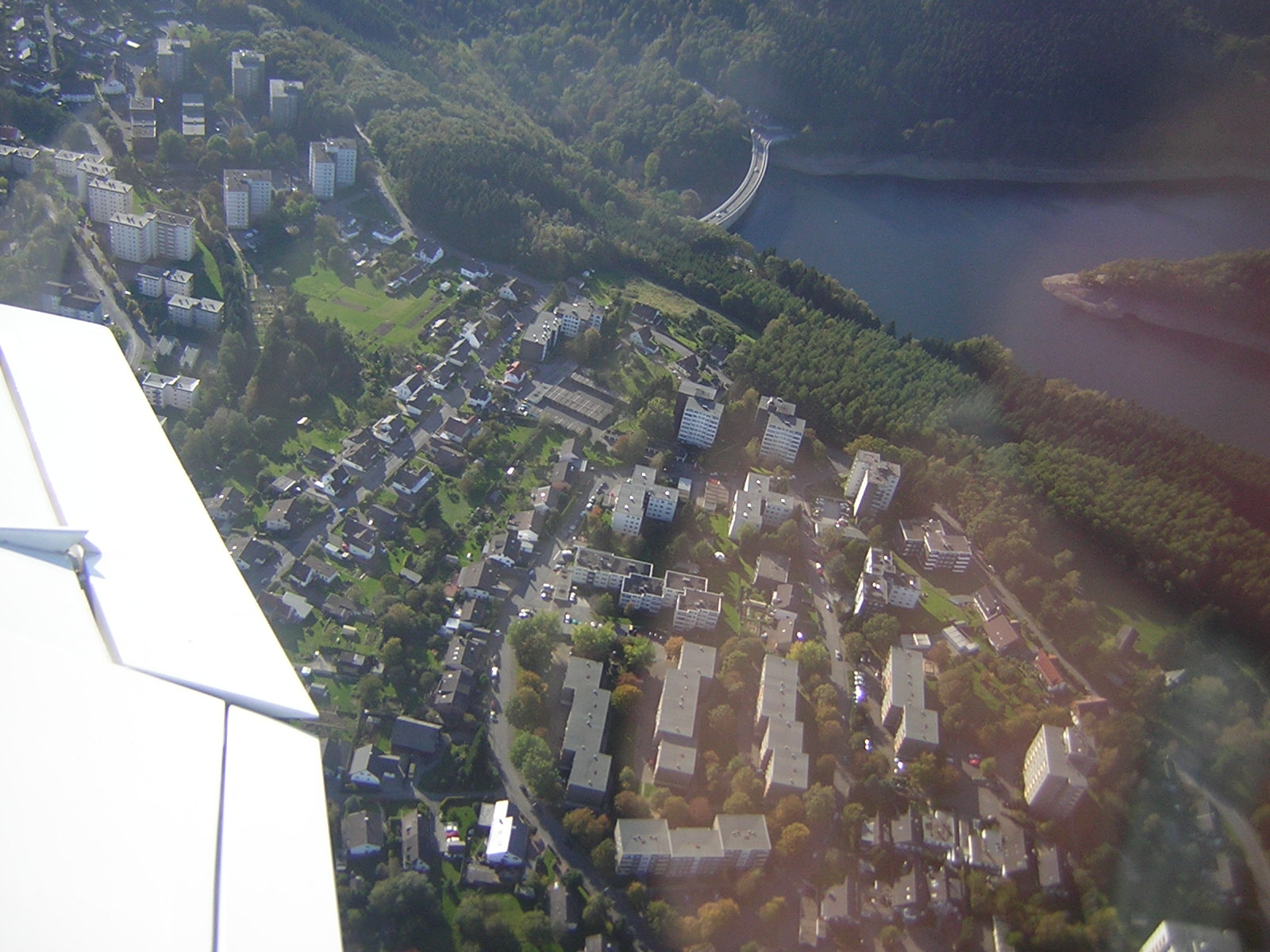
Hackenberg – ganz links das „Zentrum“ – Breslauer Straße
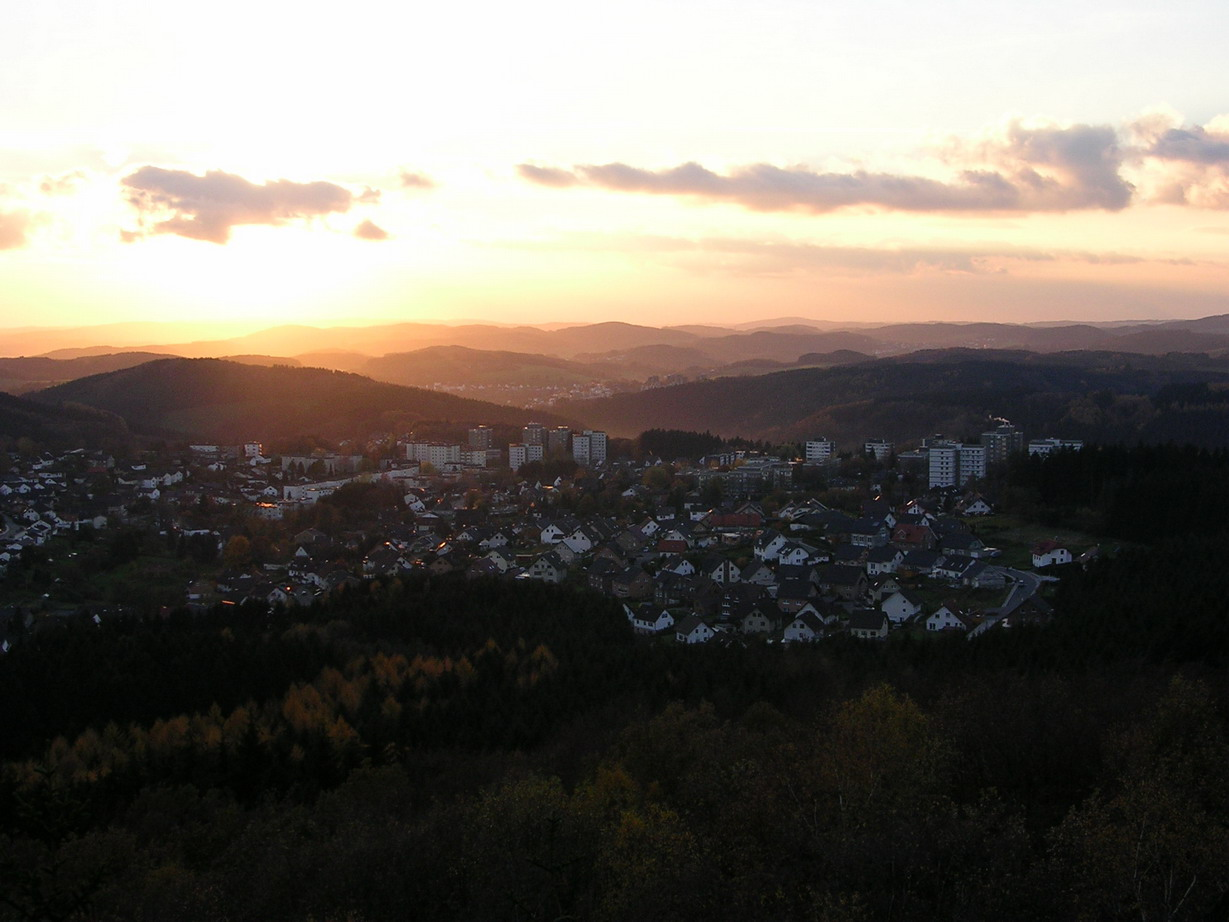
Blick auf den Hackenberg vom Aussichtsturm am Knollen
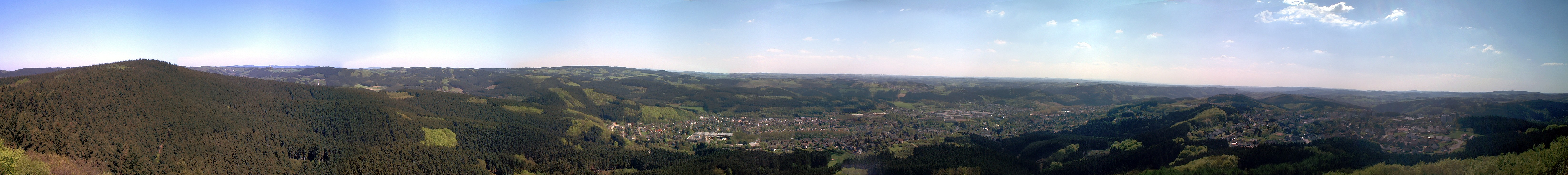
Panoramablick vom Aussichtsturm am Knollen
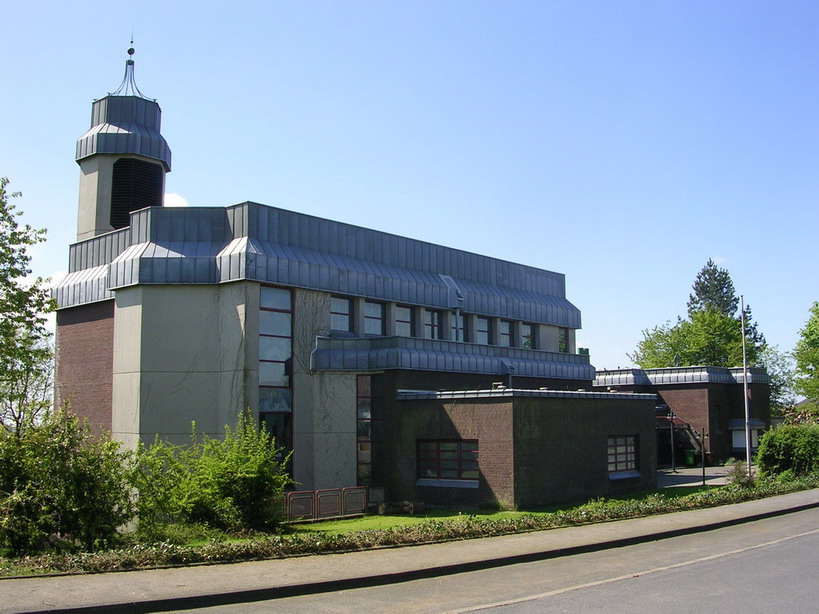
Kath. St.-Matthias-Kirche
Panoramabild von der Drehleiter der Städt. Feuerwehr